# مسجد أغا غلام علي
مسجد أغا غلام علي (بالفارسية: مسجد آقاغلامعلی) هو مسجد تاريخي يعود إلى عصر القاجاريون، ويقع في كرمان.